# 富庄子站
富庄子站位于河北省唐山市丰润区沙流河镇，是京哈铁路的一个车站，距北京站135公里，距哈尔滨站1114公里，现由北京铁路局唐山车务段管辖。该站目前办理客运和货运业务。

## 车站周边
- 铁匠庄村村民委员会